# 朱围
朱围是中国广东省广州市从化区的一个自然村。在江埔街道东南面约8千米，属上罗村管辖。因村名姓朱而得名。1998年时，全村人口100人。